# Estat de l'Amazones (Veneçuela)
L'Amazones (en espanyol Estado Amazonas) és un dels 23 estats en què és dividida Veneçuela. La capital de l'estat és Puerto Ayacucho.

## Història

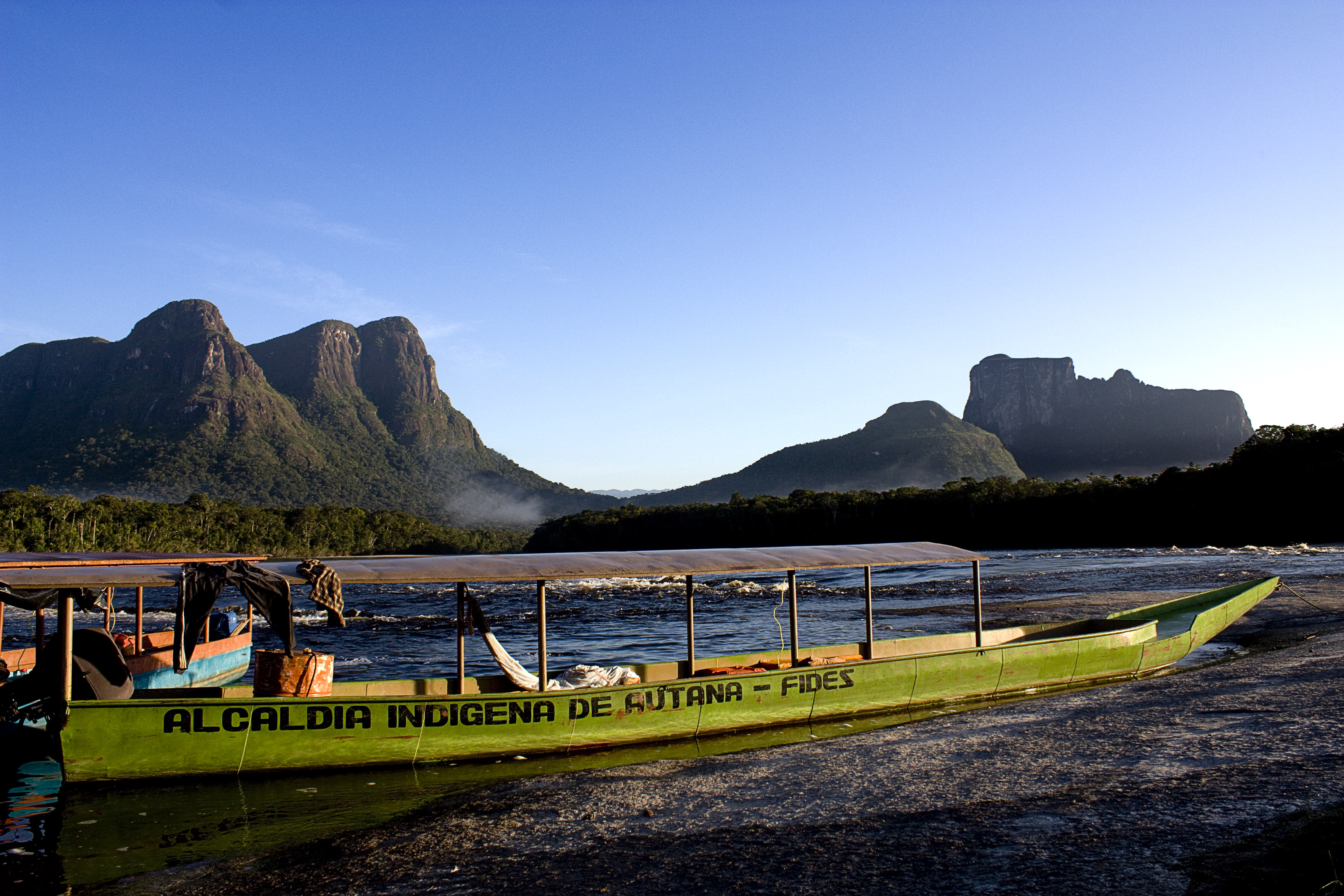
Un riu a prop del Tepuy Autana a l'estat de l'Amazones

El territori de l'estat de l'Amazones pertanyia a la província de Guayana des de temps de la colònia. En 1864 es crea el territori federal de l'Amazones, amb capital a San Fernando de Atabapo. Després, sota el mandat del president Antonio Guzmán Blanco en 1881, es decideix dividir l'àrea en dos territoris: el territori de l'Amazones i el territori de l'Alt Orinoco. 12 anys després es decideix reunificar els territoris amb el nom d'Amazones i amb capital a San Fernando de Atabapo. El 1928 el llavors president Juan Vicente Gómez decideix traslladar la capital estatal a Puerto Ayacucho per a facilitar les connexions amb Caracas.
Va seguir com a «territori federal de l'Amazones» perquè no complia amb la població mínima per a canviar la seua categoria a Estat de la Federació segons la Constitució Nacional. El 1992 es va canviar el seu rang al d'«Estat», amb la mateixa capital i igual ubicació.

## Municipis i seus municipals
1. Alto Orinoco (La Esmeralda)
2. Atabapo (San Fernando de Atabapo)
3. Atures (Puerto Ayacucho)
4. Autana (Isla Ratón)
5. Manapiare (San Juan de Manapiare)
6. Maroa (Maroa)
7. Río Negro (San Carlos de Río Negro)